# Egesina albofasciata
Egesina albofasciata là một loài bọ cánh cứng trong họ Cerambycidae.